# Ольшевський Іван Антонович
Іван Антонович (Адамович) Ольшевський (Олишевський) (близько 1800—після 1833) — офіцер Російського імператорського флоту, учасник російсько-турецької війни 1828—1829 років. Георгієвський кавалер, капітан-лейтенант.

## Біографія
Ольшевський Іван Антонович 7 червня 1810 року вступив до штурманського училища учнем 2 класу. 1819 року був призначений штурманським помічником унтерофіцерського чина. 15 травня 1821 року йому було надано звання гардемарини «на власне утримання» с переведенням до Чорноморського флоту. 9 червня 1822 року надано звання мічмана. У 1822—1828 роках щороку плавав Чорним морем. 22 лютого 1828 року призначено звання лейтенанта. 
Брав участь у російсько-турецькій війні 1828—1829 років. На 74-гарматному лінійному кораблі «Скорый» брав участь у захопленні Анапи й осади Варни. У травні 1828 року, командуючи катером корабля «Скорый», брав участь у захопленні турецького корабля. 18 серпня 1828 року був нагороджений за відзнаку орденом Святого Георгія 4 класу № 4156. 1829 року командуючи призовим бригом № 7, крейсував тим же морем.
1830 року на фрегаті «Эривань» у складі ескадри контрадмірала Кумані Михайла Миколайовича плавав Чорним морем під час перевезення військ із Румелії до чорноморських портів. 25 січня 1833 року звільнений від служби з чином капітан-лейтенанта.